# Raven Grimassi
Raven Grimassi (Pittsburgh, 12 aprile 1951 – 10 marzo 2019) è stato uno scrittore statunitense. Ha pubblicato una serie di libri su stregoneria e neopaganesimo. È noto soprattutto per i suoi lavori incentrati su di una corrente neopagana di stregoneria, con presunte origini italiane, che egli ha definito stregheria, suscitando di conseguenza un aspro dibattito sulla veridicità delle sue tesi.

## Biografia
Grimassi affermava di avere avuto i suoi primi contatti con un tipo di stregoneria neopagana sin dal 1969. Una decina di anni dopo egli fondò il suo sistema di stregoneria definendolo “Arician Tradition”, pubblicando poi il suo primo libro al riguardo nel 1981.
Nel 1994 diede alle stampe con un certo successo il libro Ways of the Strega, presso la Llewellyn Publications, specializzata in edizioni new Age. L'anno successivo il libro fu ripubblicato con un nuovo titolo Italian Witchcraft: The Old Religion of Southern Europe .
Divenne guida anziana della “Ash, Birch and Willow Tradition” e co-direttore della “Fellowship of the Pentacle” una scuola misterica che si occupa di studiare tradizioni e credenze europee pre cristiane.

## Critiche
Due sono le contestazioni che sono state mosse principalmente a questo autore. La prima verte sull'uso del termine Stregheria, che Grimassi ha dato ad un miscuglio che egli ha fatto di pratiche derivate dalla wicca gardneriana, con pratiche di magia popolare portate in America dagli immigrati italiani, utilizzando come contenitore il mito dell'Aradia di Leland.
La seconda critica verte sulla affermazione di Raven Grimassi di appartenere lui stesso ad una “tradizione familiare” di stregoneria, di origini italiane. L'antropologa Sabina Magliocco ha però sottolineato come “Grimassi non abbia mai detto di riprodurre esattamente ciò che veniva praticato dagli immigrati in Nord America; egli ha ammesso che gli immigrati hanno adattato alcuni elementi Wiccan al loro modo di operare”.